# Cima d'Asta
De Cima d'Asta is een 2847 meter hoge berg in het oosten van de Italiaanse provincieTrente
De berg is gelegen tussen de hoogvlakte van Tesino en het Valle del Vanoi. Ten noorden van de Cima d'Asta ligt de bergketen van de Lagorai. Door sommigen wordt het als een subketen van dit massief beschouwd. De Cima d'Asta bestaat echter uit graniet en onderscheidt zich in dat opzicht duidelijk van de Lagorai die voornamelijk uit porfier bestaat.
Karakteristiek voor het gebergte zijn de vele meren. In nabijheid van de top ligt het Lago del Bus en het Lago di Cima d'Asta waaruit de rivier de Grigno ontstaat.
Door de geïsoleerde ligging is de berg niet snel bereikbaar. Rond de berg liggen drie berghutten. Het Rifugio Refavaie (1116 m) in het praktisch onbewoonde Val Cia wordt vaak als beginpunt voor de beklimming van top vanuit het noorden gebruikt. Aan de zuidzijde van de top ligt het Rifugio Ottone Brentari (2480 m) en op de top het Bivacco Cima d'Asta-Gianni Cavinato.
Het panorama vanaf de top wordt, naast de Lagorai, gedomineerd door de nabij liggende Dolomietmassieven van de Latemar en de Pale di San Martino. Aan de noordelijke horizon zijn de gletsjers te zien die de grens met Oostenrijk markeren. De eerste officiële beklimming van de top vond plaats in 1906, men neemt echter aan dat de Cima d'Asta daarvoor al bedwongen is geweest door herders of jagers.